# Hans Holm Bielfeldt
Hans Holm Bielfeldt (* 6. März 1907 in Lübeck; † 30. September 1987 in Berlin) war ein deutscher Philologe, Slawist und Germanist, der zahlreiche Arbeiten und Fachbücher über slawische Sprachen sowie Wörterbücher verfasste.

## Leben
Bielfeldt studierte nach dem Abitur an der Friedrich-Wilhelms-Universität zu Berlin und schloss dieses Studium 1933 am Slawischen Institut der Universität mit der Promotion mit einer Dissertation zum Thema Lautlehre der deutschen Lehnwörter im Obersorbischen ab. Am 21. Dezember 1939 beantragte er die Aufnahme in die NSDAP und wurde zum 1. Februar 1940 aufgenommen (Mitgliedsnummer 7.465.528).
Nach dem Ende des Zweiten Weltkrieges wurde er vom Brandenburgischen Minister für Volksbildung, Wissenschaft und Kunst des Landes Brandenburg, Fritz Rücker, zum Ordentlichen Professor für Slawistik an der Allgemeinwissenschaftlichen Fakultät der Brandenburgischen Landeshochschule mit Wirkung vom 1. Januar 1949 ernannt. Zu jener Zeit wohnte Familie Bielfeldt noch in West-Berlin.
Er ließ  sich später in der DDR nieder und übernahm 1950 eine Professur für Slawistik an der Humboldt-Universität zu Berlin, an der er bis zu seiner Emeritierung lehrte. Daneben war Bielfeldt zwischen 1951 und 1969 auch Direktor des Instituts für Slawistik der Berliner Akademie der Wissenschaften.
1955 legte er mit seinem 24.000 Stichwörter umfassenden Russischen Wörterbuch: Russisch–Deutsch ein Standardwerk vor, das zuletzt 1990 in 35. unveränderter Auflage erschien. Beim 1958 im Akademie-Verlag Berlin herausgebrachten Großwörterbuch (rund 60.000 Stichwörter) hatte Bielfeldt die Leitung und Redaktion übernommen. Auch dieses weitgehend akademischen Ansprüchen genügende Werk erlebte viele Auflagen. Beide Wörterbücher enthielten erstmals für das Russische ein detailliertes grammatisches Verweissystem mit entsprechenden Übersichten, das dem Benutzer zu jedem Stichwort alle relevanten grammatischen Informationen (einschließlich Betonungswechsel bei Flexion) zugänglich macht. 1967 veröffentlichte der Romanist  Werner Krauss ihm zu Ehren die Festschrift Slawisch-deutsche Wechselbeziehungen in Sprache, Literatur und Kultur.
Anlässlich seiner 70. sowie 80. Geburtstage gab die Akademie der Wissenschaften der DDR, deren ordentliches Mitglied er seit 1953 war, darüber hinaus die Festschriften Slawistik in der DDR (1977) sowie 1988 posthum Zur Geschichte der Slawistik in Berlin: dem Wirken Hans Holm Bielfeldts gewidmet heraus. 1961 erhielt er im Kollektiv den Nationalpreis der DDR I. Klasse und 1960 den Vaterländischen Verdienstorden in Silber.
Seine letzte Ruhe fand er auf dem Waldfriedhof Grünau im Feld J IV/1.

## Weitere Veröffentlichungen
- Die Quellen der alttschechischen Alexandreis, Berlin 1951
- Rückläufiges Wörterbuch der russischen Sprache der Gegenwart, Berlin 1958
- Altslawische Grammatik: Einführung in die slawischen Sprachen, Halle 1961
- Die historische Gliederung des Bestandes slawischer Wörter im Deutschen, Berlin 1963
- Beiträge zur Geschichte der Slawistik, Berlin 1964
- Die Entlehnungen aus den verschiedenen slavischen Sprachen im Wortschatz der neuhochdeutschen Schriftsprache, Berlin 1965
- Slawistische Beiträge aus der Deutschen Demokratischen Republik zum 50. Jahrestag der Grossen Sozialistischen Oktoberrevolution, Berlin 1967
- Zum Aufbau der sorbischen Etymologie, Berlin 1977
- Die slawischen Wörter im Deutschen: ausgewählte Schriften 1950 - 1978, Leipzig 1982
- Mitautor in: Joachim Herrmann (Hrsg.) Die Slawen in Deutschland: Geschichte und Kultur der slawischen Stämme westlich von Oder und Neisse vom 6. bis 12. Jahrhundert, Neuauflage, Berlin 1985